# Quirijn de Lang
Quirijn de Lang is een Nederlandse bariton, zanger en zingend acteur.

## Levensloop
Geboren in Nederland, van Nederlandse en Indische afkomst, bracht De Lang een deel van zijn jeugd door in Japan. 
Na een propedeusejaar biologie aan de Universiteit van Amsterdam, studeerde hij zang aan de Civica Scuola di Musica in Milaan bij belcanto-expert Rodolfo Celletti. De Lang behaalde vervolgens zijn bachelor- en masterdiploma's in muziek en opera aan het Curtis Institute of Music in Philadelphia. Tijdens zijn studie aan het Curtis Institute of Music maakte De Lang zijn professionele debuut als Papageno in de opera Die Zauberflöte (van Wolfgang Amadeus Mozart) bij de Nederlandse Reisopera.
Daarna volgden optredens bij onder meer de Deutsche Oper Berlin, De Nationale Opera, de Koninklijke Muntschouwburg (Théâtre Royal de la Monnaie) en English National Opera, in rollen als Pantalon in L'Amour des trois oranges (van Sergej Prokofjev), Malatesta in Don Pasquale (van Gaetano Donizetti), Don Alfonso in Così fan tutte (van Mozart) en Masetto in Don Giovanni (van Mozart).
Hij maakte zijn Britse debuut op het Garsington Festival in 2007 als Harlekin in Ariadne auf Naxos (van Richard Strauss). Sindsdien treedt hij regelmatig op in het Verenigd Koninkrijk. Hij bouwde een band op met Opera North en de zomerfestivals van Grange Park Opera en Garsington Festival, met rollen als de Graaf in Capriccio (van Richard Strauss), Schaunard in La Bohème (van Giacomo Puccini), Dandini in La Cenerentola (van Gioachino Rossini), Guglielmo in Così fan tutte (van Mozart) en Jeletski in Pikovaya Dama (van Pjotr Iljitsj Tsjaikovski). De Lang heeft meer dan 75 rollen op zijn naam. Hij heeft een breed repertoire, waaronder traditionele operapartijen zoals de Graaf in Le nozze di Figaro (van Mozart), Zurga in Les pêcheurs de perles (van Georges Bizet), en Hamlet in Hamlet (van Ambroise Thomas, gebaseerd op het toneelstuk Hamlet van William Shakespeare).
Hij had in 2023 de hoofdrol van Robert Oppenheimer in de Nederlandse opvoering van de opera Doctor Atomic van de Amerikaanse componist John Adams, oorspronkelijk uit 2005. Deze Nederlandse versie werd door Nederlandse operacritici uitgeroepen tot 'Opera van het Jaar 2023'. Ook zong De Lang Luitenant Audebert in de Britse première van Silent Night van Kevin Puts, en vertolkte hij de Graaf Almaviva in Figaro Gets a Divorce van Elena Langer.

## Musical
De Lang vertolkte hoofdrollen in musical-producties, bijvoorbeeld in Kiss Me, Kate (van Cole Porter) in 2018, Lady in the Dark (van Kurt Weill) in 2022 en A Little Night Music (van Stephen Sondheim) in 2021. In 2025 nam hij de hoofdrol van Sam Cooper op in de allereerste volledige opname van Love Life (van Kurt Weill).
In 2006 creëerde hij de rol van Jan Six in de Nederlandse musical Rembrandt.

## Concert en liedrecitals
De Lang trad op in een aantal grote concertzalen van Nederland, zoals het Koninklijk Concertgebouw, Muziekgebouw aan 't IJ, Musis Sacrum, De Vereeniging, en de Dr. Anton Philipszaal. Ook trad De Lang op in concertzalen in het Verenigd Koninkrijk, zoals Bridgewater Hall, Royal Concert Hall Nottingham, The Sage at Gateshead Newcastle, Howard Assembly Room in Leeds en de Nederlandse Kerk in Londen. De Lang geeft regelmatig liedrecitals. Hij werkte met verschillende dirigenten, onder wie Vladimir Jurowski, Jaap van Zweden, Daniel Reuss, Raphaël Pichon, Richard Farnes, Paul Daniel, Ton Koopman, Antony Hermus, David Parry en David Stern, en verschillende regisseurs, onder wie Tim Albery, Annabel Arden, Jo Davies, Christopher Alden, Pierre Audi, Aletta Collins, James Brining en Martin Duncan. Hij trad ook op in China, waar hij in april 2025 in Xiamen een opera-avond presenteerde met Lochlan Brown (piano).
De Lang maakt zijn eigen liedercycli op thema, bestaande uit liederen uit verschillende tijdperken en talen:
- De Stille Stad - over de beleving van de corona lockdowns - Voor het Fonds voor de Podiumkunsten Balkonconcerten[10]
- Great American Songbook - een verhaal volledig verteld in Amerikaanse songs.[11]
- Away Home - over het leven als expat, voor the Dutch Centre, London.[12]

## Prijzen
- Opera Guild Prijs voor 'beste uitvoering van het seizoen': deze prijs ontving hij in 1999 voor zijn professionele debuut als Papageno in Mozarts Die Zauberflöte bij de Nederlandse Reisopera.[13][14]
- Opera van het Jaar 2022: de productie van Kurt Weills Lady in the Dark, waarin De Lang de rol van Randy Curtis vertolkte, werd door Nederlandse operacritici uitgeroepen tot 'Opera van het Jaar 2022'.[15]
- Opera van het Jaar 2023: de productie van John Adams' opera Doctor Atomic, waarin De Lang de rol van Robert Oppenheimer vertolkte, werd door Nederlandse operacritici uitgeroepen tot 'Opera van het Jaar 2023'.[6]

## Lokale omroep
Tijdens de corona pandemie ontwikkelde De Lang zich als nieuwslezer, journalist en televisiepresentator in zijn woonplaats Haarlem bij de publieke omroep Haarlem105, waar hij een serie maakte over de twee kathedralen van de stad, genaamd Van Bavo naar Bavo.

## Discografie
| Titel                                                                                             | Jaar | Type | Label              |
| ------------------------------------------------------------------------------------------------- | ---- | ---- | ------------------ |
| Georg Friedrich Händel – Agrippina                                                                | 2006 | DVD  | Challenge Classics |
| Hugo Wolf, Mary Bevan, Quirijn de Lang, Sholto Kynoch                                             | 2012 | CD   | Stone Records      |
| Zuidam: Rage d'amours, Opera in acht scènes, proloog en epiloog op een libretto van Robert Zuidam | 2019 | CD   | Attaca             |